# Presidentvalet i USA 1872
Presidentvalet i USA 1872 hölls den 5 november 1872. Valet stod mellan republikanen och ämbetsinnehavaren Ulysses S. Grant och utmanaren Horace Greeley från Liberal Republican Party där Grant kom att vinna överlägset med 55,6% av rösterna mot 43,8% för Greeley. Sittande vicepresidenten Schuyler Colfax nominerades inte till omval; i stället nominerade republikanerna Henry Wilson. Greeley och hans vicepresidentkandidat B. Gratz Brown nominerades även av Demokratiska partiet som därmed avstod från att ställa upp kandidater ur det egna partiet. Greeley avled den 29 november 1872, efter valdagen men före omröstningen i elektorskollegiet. Därför splittrades hans 66 elektorsröster mellan Thomas A. Hendricks (42), B. Gratz Brown (18), Charles J. Jenkins (2) och David Davis (1). Tre elektorsröster på Greeley som var död underkändes av kongressen, medan segraren Grant fick 286 elektorsröster och kunde fortsätta i ämbetet i fyra år till. Valdeltagandet låg på 71,3 procent.
Valet var det första efter rekonstruktionstiden i vilket samtliga delstater deltog och det första i vilket elektorer valdes i hela USA genom direkt folkomröstning; South Carolina hade fram till 1868 (då Virginia, Texas och Mississippi inte fick delta) utsett dessa genom delstatskongressen.